# Iglesia Metodista Unida de Verbena
La Iglesia Metodista Unida de Verbena fue la primera iglesia construida en Verbena, Alabama, Estados Unidos en 1877. Originalmente fue parte de la Iglesia Episcopal Metodista del Sur y actualmente es una congregación metodista unida. El ministro actual es el Rev. Jody Hill.

## Historia
A fines de la década de 1870 y 1880, muchas familias huyeron de la ciudad de Montgomery, Alabama por temor a los brotes de fiebre amarilla. Algunos se alojaron en hoteles, pero muchas familias ambulantes construyeron casas de verano en Verbena. Los nuevos residentes no solo construyeron hoteles, tiendas y escuelas, sino también iglesias. La Iglesia Metodista fue la primera iglesia construida en Verbena en 1877, y la estructura de marco blanco original todavía se usa como Santuario hoy.